# Tradescantia roseolens
Tradescantia roseolens är en himmelsblomsväxtart som beskrevs av John Kunkel Small. Tradescantia roseolens ingår i släktet båtblommor, och familjen himmelsblomsväxter. Inga underarter finns listade.